# Barabelek
A barabelek (angolos írásmóddal: Barabel) a Csillagok háborúja elképzelt univerzumának egyik értelmes, hüllőszerű faja.

## Leírásuk
A barabelek hüllőszerű értelmes lények, akik a Barab I nevű bolygóról származnak. Átlagmagasságuk 1,9-2,2 méter. A kemény pikkelyekkel fedett bőrük fekete, szürke vagy vörös színű; csak a nagyon erős lőfegyverek tudnak áthatolni rajtuk. Nincsen szőrzetük. Szemszínük fekete vagy vörös. Szemük az elektromágneses spektrum széles tartományát átfogja; gyenge infravörös fényben is jól lát (ehhez a bolygójuk által éjszaka kisugárzott hő is elegendő). A szájukban 5 centiméteres fogak ülnek. Habár hidegvérűek, a vastag hájrétegük miatt a hideg éjszakákon is tevékenyek maradhatnak. Az erős farkuk az ellenségeik megtévesztése miatt leszakadhat. Nagyon erősek. Két lábon járnak; az ujjaikon 5 centiméteres, visszahúzható karmok ülnek.
Ragadozó életmódot folytatnak; mivel igen nagy mennyiségű táplálékot képesek felfalni, két gyomruk fejlődött ki. Talajalatti barlangokban élnek.
A szaporodáshoz tojásokat tojnak. Egy fészekaljba két nő tojik, azelőtt mind a két nőt két férfi termékenyíti meg; tehát a fészekaljat négy felnőtt barabel őrzi és védelmezi. E szaporodásmódnak a hátránya az, hogy a kis barabelek nem tudják, hogy ki a saját apjuk, emiatt a családnevüket az anyjukról kapják. Anyanyelvük a barabel nyelv.
A gyermekkoruk 1-8 év között van, a fiatalok 9-15 évesek, a felnőttek 16-40 év körüliek, az idősebbek 41-59 évesek; 60-79 évesen már öregnek számítanak. Néhányuk életkora meghaladja a 80 standard évet is.

## Történelmük
Ez a nép igen agresszív és területvédő, a kultúrájukban nincs meg a bocsánatkérés, sőt furán érzik magukat, ha más értelmes faj tagja bocsánatot kér tőlük. Az a kevés barabel, akik elhagyják a szülőbolygójukat, gyakran zsoldosként vagy fejvadászként dolgozik.
Az anyabolygójukon a barabelek kis közösségekben élnek; ezek a csoportok a legtöbbször néhány tucatnyi egyedből állnak, de néha vannak tízezer fős csoportok is. A csoportokat egy-egy vezér irányítja; főleg vadászattal és nyomkereséssel foglalkoznak. Néhány barabel magányosan él. 
Ez a technológiailag kevésbé fejlett nép általában mérges és haragos természetű; számos hiedelme és legendája van.
Történelmük korai időszakában polgárháborúk dúltak a különböző barabel törzsek között; azonban bolygójukra érkezett egy kis jedi csapat. A jedik pedig békét hoztak a barabelek bolygójára. Azóta ez a hüllőnép igen tiszteli a jediket; sőt néhányuk jedivé vált.
Manapság egyes szervezetek a barabelekre mint vadállatokra vadásznak; sokukat pedig rabszolgaságra kényszerítik.

## Megnevezett barabelek
- Baraduk – férfi; rabszolga, később fejvadász
- Fivvic – férfi; a Galaktikus Köztársaság egyik tisztje
- Saba Sebatyne – nő; jedi mester
- Shaka-ka – nő; szabadságharcos
- Skahtul – nő; fejvadász (ő fogta el Luke Skywalkert a Kothlis bolygón az endori csata előtt)
- Tesar Sebatyne – férfi; jedi lovag; Saba Sebatyne fia
- Tull Raine – férfi; ökölvívó

## Megjelenésük a képregényekben, videojátékokban
A barabelekkel főleg a képregényekben és a videojátékokban találkozhatunk.

## Fordítás
- Ez a szócikk részben vagy egészben a Barabel című Wookieepedia-szócikk fordítása. Az eredeti cikk szerkesztőit annak laptörténete sorolja fel.